# Gundremmingen
Gundremmingen è un comune tedesco di 1 536 abitanti, situato nel land della Baviera. Vi si trova la centrale nucleare di Gundremmingen.